# Straat van Georgia
De Straat van Georgia (Engels: Strait of Georgia of Georgia Strait of Gulf of Georgia) is een zeestraat tussen Vancouvereiland (en de naburige Gulf Islands) en de continentale Pacifische kust van Brits-Columbia in Canada. Het is ongeveer 240 km lang en varieert in breedte tussen 18,5 tot 55 km. Eilandengroepen en smalle kanalen duiden telkens het eindpunt aan de Straat van Georgia, de Gulf Islands en de San Juan Islands in het zuiden, en de Discovery Islands in het noorden. De belangrijkste kanalen in het zuiden zijn de Straat van Haro en de Straat van Rosario die de Straat van Georgia verbinden met de Straat van Juan de Fuca. In het noorden is de Discovery Passage het grootste kanaal dat de Straat van Georgia verbindt met de Straat van Johnstone.
De United States Geological Survey definieert de zuidelijke grens van de Straat van Georgia als een lijn die loopt van East Point op Saturna Island naar Patos Island, Sucia Island en Matia Island, en vandaar naar Point Migley op Lummi Island. Deze lijn grenst aan de noordelijke rand van de Straat van Rosario die zuidwaarts leidt naar de Straat van Juan de Fuca, en de Boundary Pass die zuidwaarts gaat naar de Straat van Haro en de Straat van Juan de Fuca. De gemiddelde diepte van de Straat van Georgia is 156 m, met een maximale diepte van 420 m. Het beslaat een oppervlakte van om en bij de 6800 km². De Fraser River draagt tot ongeveer 80% bij voor het zoete water dat in de straat uitmondt. Het water circuleert in de straat in het algemeen in tegenwijzerzin.
De naam "Gulf of Georgia" (nl: Golf van Georgia) verwijst ook naar andere watermassa's dan de Straat van Georgia zelf, zoals de straten en kanalen die tussen de eilanden van de Gulf Islands lopen. Het is tevens de naam van de regio van gemeenschappen aan de kusten in het zuiden van Vancouvereiland. George Vancouver beschreef in 1792 dat de Gulf of Georgia alle inlandse wateren betrof voorbij het oostelijke uiteinde van de Straat van Juan de Fuca, incluis de Puget Sound, Bellingham Bay, de wateren rond de San Juan Islands en de Straat van Georgia.

## Fotogalerij

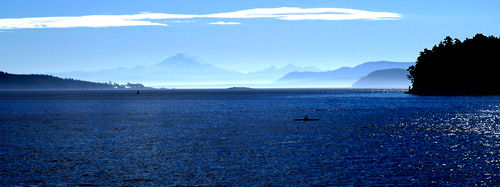
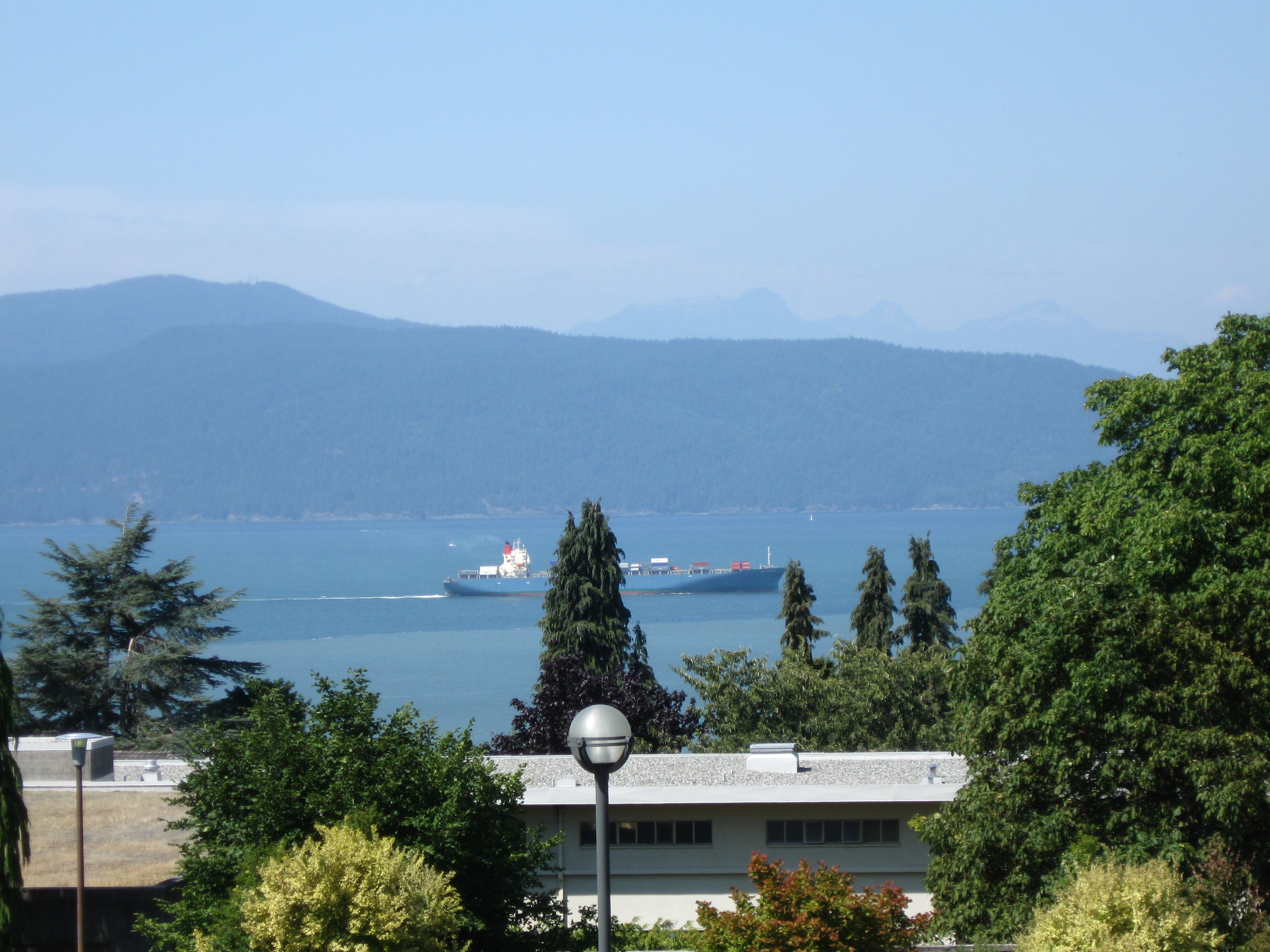
Uitzicht op de Straat van Georgia vanop de campus van de University of British Columbia.
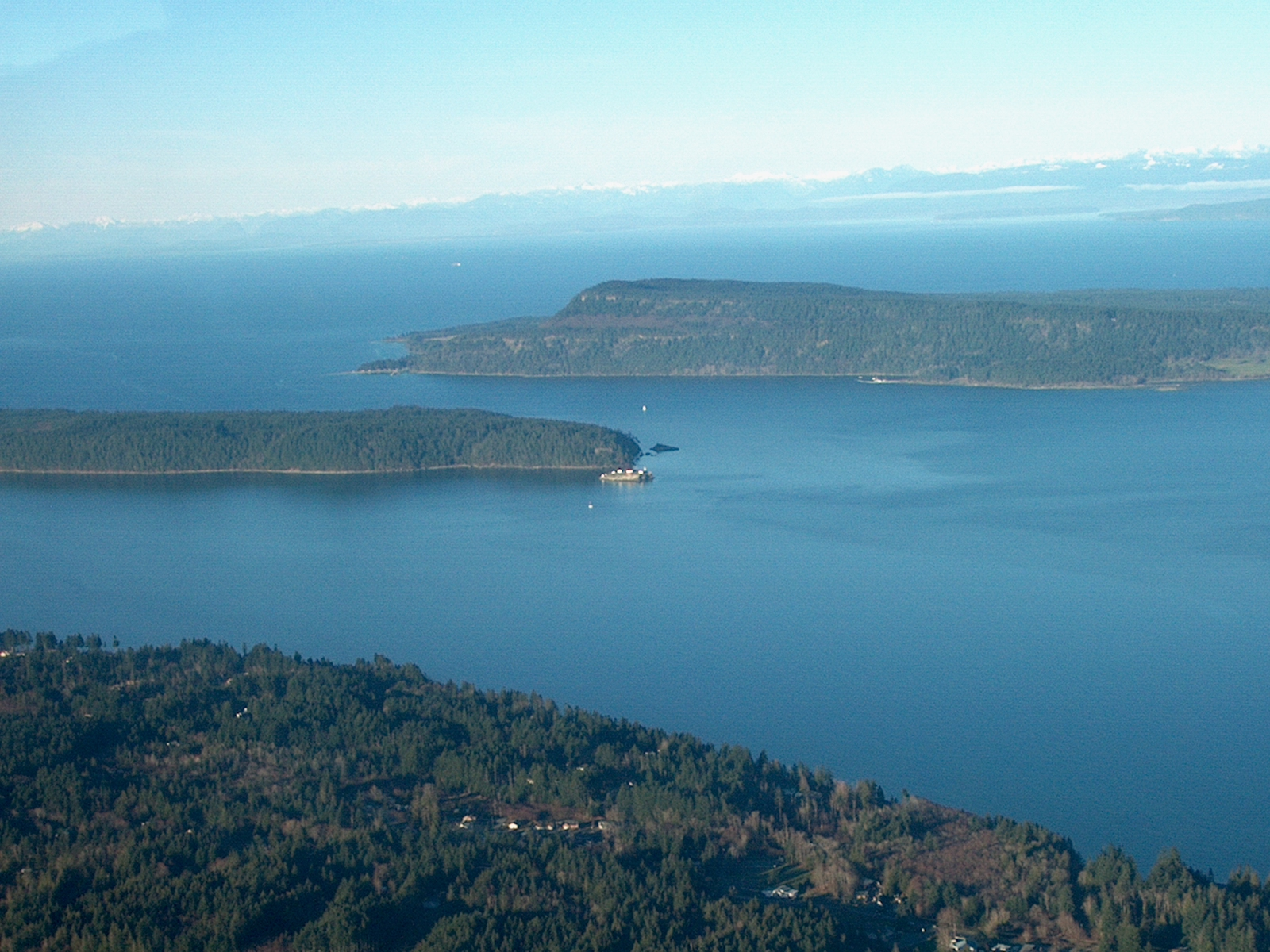
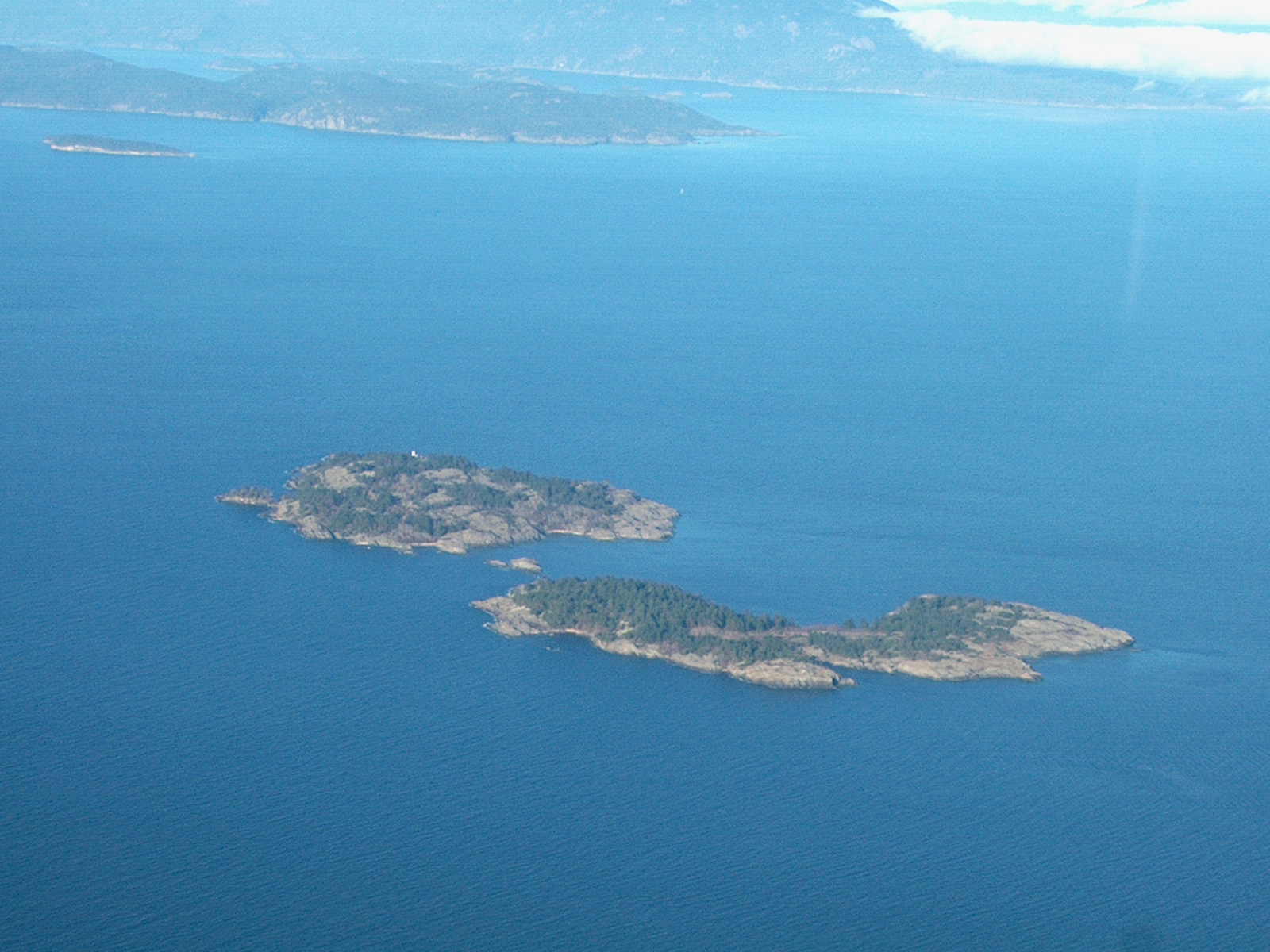
Ballenas Islands